# Šťastný Nový rok (film, 2011)
Šťastný Nový rok (v anglickém originále New Year's Eve) je americký romantický film z roku 2011 režiséra Garryho Marshalla, který se odehrává v New Yorku (centrum děje leží na Times Square) a jeho blízkém okolí na silvestra 2011 a v Novém roce roku 2012.
Jde o skládanku více různých lidských více či méně propojených příběhů odehrávajících se paralelně během několika málo hodin v téže době a na témže místě. Film je koncipován jakožto oslava lidské lásky ve všech jejích podobách.

## Obsazení
| Jake T. Austin       | Seth Anderson                                             |
| Jim Belushi          | správce budovy / manažer stavby (Building superintendent) |
| Halle Berryová       | zdravotní sestra Aimee                                    |
| Jessica Bielová      | Tess Byrne, vedoucí catheringu                            |
| Sarah Paulsonová     | Grace Schwab                                              |
| Jon Bon Jovi         | Daniel Jensen, hudebník                                   |
| Abigail Breslinová   | Hailey Doyle                                              |
| Robert De Niro       | Stan Harris                                               |
| Josh Duhamel         | Sam Ahern Jr                                              |
| Zac Efron            | Paul                                                      |
| Hector Elizondo      | elektrikář Kominsky                                       |
| Cary Elwes           | Stan's lékař                                              |
| Carla Guginová       | Dr. Morriset, lékařka-gynekoložka                         |
| Katherine Heiglová   | Laura                                                     |
| Ashton Kutcher       | Randy                                                     |
| Ludacris             | Brendan                                                   |
| Joey McIntyre        | Groom Rory                                                |
| Seth Meyers          | Griffin Byrne                                             |
| Lea Michele          | Elise                                                     |
| Alyssa Milano        | zdravotní sestra Mindy                                    |
| Sarah Jessica Parker | Kim Doyle                                                 |
| Michelle Pfeifferová | Ingrid Withers                                            |
| Til Schweiger        | James Schwab                                              |
| Yeardley Smithová    | Maude                                                     |
| Hilary Swanková      | Claire Morgan                                             |
| Sofía Vergara        | Ava                                                       |
| John Lithgow         | Jonathan Cox, Ingridin šéf                                |
| Matthew Broderick    | pan Buellerton                                            |
| Russell Peters       | šéf Sunil                                                 |
| Michael Bloomberg    | hraje sám sebe (starosta New Yorku a mediální podnikatel) |
| Ryan Seacrest        | hraje sám sebe                                            |
| Cherry Jones         | paní Ahernová                                             |
| Beth Kennedy         | matka Piper                                               |
| Lucy Woodward        | zpěvačka                                                  |

## Ocenění a nominace
| Rok  | Ocenění                            | Kategorie                                    | Nominovaní                   | Výsledek  |
| ---- | ---------------------------------- | -------------------------------------------- | ---------------------------- | --------- |
| 2012 | Alliance of Women Film Journalists | herečka, která potřebuje nutně nového agenta | všechny herečky ve filmu     | vítězství |
| 2012 | BET Awards                         | nejlepší herec v hlavní roli                 | Common                       | nominace  |
| 2012 | Yoga Awards                        | nejhorší mezinárodní herečka                 | Hilary Swank                 | vítězství |
| 2012 | Zlaté maliny                       | nejhorší film                                |                              | nominace  |
| 2012 | Zlaté maliny                       | nejhorší režisér                             | Garry Marshall               | nominace  |
| 2012 | Zlaté maliny                       | nejhorší herečka v hlavní roli               | Sarah Jessica Parker         | nominace  |
| 2012 | Zlaté maliny                       | nejhorší scénář                              | Katherine Fugate             | nominace  |
| 2012 | Zlaté maliny                       | nejhorší obsazení                            |                              | nominace  |
| 2012 | Golden Trailer Awards              | Golden Fleese                                | “One Night Domestic Trailer” | nominace  |
| 2012 | Teen Choice Awards                 | filmový zloděj scén: žena                    | Lea Michele                  | nominace  |

## Podobné filmy
Princip rozkouskovaného filmového děje do mnoha paralelních lidských osudů byl použit i v předchozím snímku Garryho Marshalla Na sv. Valentýna z roku 2010.